# Én kicsi pónim: Equestria lányok – Jöhetnek az ünnepek!
Az Én kicsi pónim: Equestria lányok – Jöhetnek az ünnepek! (eredeti cím: My Little Pony: Equestria Girls – Holidays Unwrapped) 2019-ben bemutatott amerikai–kanadai 2D-s számítógépes animációs különkiadás, amelyet Ishi Rudell és Katrina Hadley rendezett. A különkiadás az Én kicsi pónim: Varázslatos barátság animációs televíziós sorozathoz készült. A DHX Media készítette, a Hasbro Studios forgalmazta. Amerikában 2019. november 2-án mutatta be a Discovery Family csatorna. Magyarországon a Minimax mutatta be 2019. december 5-én.

## Ismertető
A Canterlot High-ban hat rövid történet összefonódik az ünnepi szezon körül, köztük egy hamis havas nap, a tökéletes szuflé célba juttatása, a Flim Flam testvérek kijátszása, gyerekjátékok, ajándékozás az utolsó pillanatban és egy tematikus fényképezés.

## Szereplők
| Szereplő               | Eredeti hang        | Magyar hang      |
| ---------------------- | ------------------- | ---------------- |
| Twilight Sparkle       | Tara Strong         | Vadász Bea       |
| Sunset Shimmer         | Rebecca Shoichet    | Simonyi Réka     |
| Rainbow Dash           | Ashleigh Ball       | Grúber Zita      |
| Applejack              | Ashleigh Ball       | Solecki Janka    |
| Pinkie Pie             | Andrea Libman       | Zsigmond Tamara  |
| Fluttershy             | Andrea Libman       | Szabó Zselyke    |
| Rarity                 | Tabitha St. Germain | Molnár Ilona     |
| Spike                  | Cathy Weseluck      | Seszták Szabolcs |
| Celestia igazgatónő    | Nicole Oliver       | Orosz Helga      |
| Luna igazgatóhelyettes | Tabitha St. Germain | Németh Kriszta   |
| Mr. Cranky Doodle      | Richard Newman      | Bácskai János    |
| Flash Sentry           | Vincent Tong        | Bor László       |
| Bulk Biceps            | Michael Dobson      | Varga Rókus      |
| Trixie Lulamoon        | Kathleen Barr       | Laurinyecz Réka  |
| Smith nagyi            | Tabitha St. Germain | Bessenyei Emma   |
| Apple Bloom            | Michelle Creber     | Kántor Kitty     |
| Flim                   | Sam Vincent         | Harcsik Róbert   |
| Flam                   | Scott McNeil        | Joó Gábor        |
| Snips                  | Lee Tockar          | Berkes Bence     |
| Snails                 | Richard Ian Cox     | Baráth István    |
| Zephyr Breeze          | Ryan Beil           | Penke Bence      |
| Photo Finish           | Tabitha St. Germain |                  |

## Magyar változat
A szinkront a Minimax megbízásából a Subway Stúdió készítette.
- Magyar szöveg: Markwarth Zsófia
- Hangmérnök és szinkronrendező: Johannis Vilmos
- Gyártásvezető: Terbócs Nóra
- Produkciós vezető: Kicska László
- Felolvasó: Németh Kriszta
- Főcímdal: Csuha Bori